# Zając wielkouchy
Zając wielkouchy (Lepus californicus) – gatunek ssaka z rodziny zającowatych (Leporidae). Według IUCN nie jest zagrożony wyginięciem.

## Zasięg występowania
Zając wielkouchy występuje w Ameryce Północnej:
- L. californicus californicus – południowo-zachodni Oregon i północno-zachodnia Kalifornia (zachodnie Stany Zjednoczone).
- L. californicus asellus – południowo-wschodnie Coahuila, północno-wschodnie i południowe Nuevo León, wschodnie i południowo-wschodnie Zacatecas, San Luis Potosí, Aguascalientes, północno-wschodni kraniec Jalisco, północne Guanajuato i północno-zachodnie Querétaro (północno-środkowy Meksyk).
- L. californicus bennettii – południowo-zachodnia Kalifornia (południowo-zachodnia Stany Zjednoczone) i północno-zachodnia Kalifornia Dolna (północno-zachodni Meksyk).
- L. californicus curti – wyspy wzdłuż wybrzeża Tamaulipas (północno-wschodni Meksyk).
- L. californicus deserticola – południowo-wschodni Oregon, południowe Idaho, południowo-zachodnia Montana, północno-wschodnia i wschodnia Kalifornia, Nevada, Utah z wyjątkiem południowo-wschodniej i północno-zachodniej części, zachodnia i południowo-zachodnia Arizona (zachodnie i południowo-zachodnie Stany Zjednoczone) oraz północna-zachodnia Sonora i północno-wschodnia Kalifornia Dolna (północno-zachodni Meksyk); populacja w południowo-zachodniej Montanie odosobniona.
- L. californicus eremicus – południowa Arizona (południowo-zachodnie Stany Zjednoczone), północna Sonora z wyjątkiem skrajnej północno-zachodniej części, północno-zachodnia Chihuahua (północny Meksyk).
- L. californicus festinus – południowym Querétaro, Hidalgo i północny Meksyk (środkowy Meksyk).
- L. californicus magdalenae – wyspa Magdalena, Kalifornia Dolna Południowa (północno-zachodni Meksyk).
- L. californicus martirensis – Kalifornia Dolna z wyjątkiem północno-zachodniej i północno-wschodniej części oraz północno-wschodnia Kalifornia Dolna Południowa (północno-zachodni Meksyk).
- L. californicus melanotis – południowa Dakota Południowa, południowo-wschodni Wyoming, Nebraska, wschodnie Kolorado, Kansas, zachodnie Missouri, północno-wschodni Nowy Meksyk, Oklahoma, zachodnie Arkansas i północny Teksas (środkowe Stany Zjednoczone); izolowana populacja we wschodniej Oklahomie.
- L. californicus merriami – południowy Teksas (południowe Stany Zjednoczone) i północno-wschodnie Coahuila, północne Tamaulipas i północne Nuevo León (północno-wschodni Meksyk).
- L. californicus richardsonii – środkowa Kalifornia (południowo-zachodnie Stany Zjednoczone).
- L. californicus sheldoni – Isla del Carmen, Kalifornia Dolna Południowa (północno-zachodni Meksyk).
- L. californicus texianus – południowo-wschodnie Utah, południowo-zachodnie Kolorado, północno-wschodnia Arizona, Nowy Meksyk z wyjątkiem północno-wschodniej części i zachodni Teksas (środkowe Stany Zjednoczone), Chihuahua z wyjątkiem północno-zachodnich, zachodnich i południowo-zachodnich krańców, zachodnia Coahuila, wschodnie Durango i północno-zachodnie Zacatecas (północno-środkowy Meksyk).
- L. californicus wallawalla – południowy Waszyngton, środkowy i zachodni Oregon, północno-wschodnia Kalifornia i północno-zachodnia Nevada (północno-zachodnia Stany Zjednoczone).
- L. californicus xanti – Kalifornia Dolna Południowa z wyjątkiem północno-wschodniej części (północno-zachodni Meksyk).

Introdukowany w Massachusetts, New Jersey, Maryland, Wirginii i w południowej Florydzie.

## Taksonomia
Gatunek po raz pierwszy naukowo opisał w 1837 roku brytyjski zoolog John Edward Gray, nadając mu nazwę Lepus californicus. Holotyp pochodził z „St. Antoine” (prawdopodobnie w pobliżu Misji w San Antonio, w Kalifornii, w Stanach Zjednoczonych).
Lepus insularis jest wyspiarskim, melanistycznym allogatunkiem i jest blisko spokrewniony z L. californicus. Nadal trwa debata, czy L. insularis zasługuje na status odrębnego gatunku, czy też reprezentuje izolowaną populację L. californicus. W południowej Arizonie L. californicus i L. alleni są sympatryczne. Autorzy Illustrated Checklist of the Mammals of the World rozpoznają szesnaście podgatunków.

### Etymologia
- Lepus: łac. lepus leporis „królik, zając”[27].
- californicus: Kalifornia, Stany Zjednoczone[28].
- asellus: łac. asellus „osiołek”[29].
- bennettii: Edward Turner Bennett (1797–1836), brytyjski zoolog[30].
- curti: Curt von Wedel (?–?)[19].
- deserticola: łac. desertum „pustynia”, od deserere „porzucić”; -cola „mieszkaniec”, od colere „mieszkać”[28].
- eremicus: gr. ερημικος erēmikos „mieszkać na pustyni”, od ερημια erēmia „pustynia”[28].
- festinus: łac. festinus „porywczy, szybki”, od festinare „pędzić”[28].
- magdalenae: wyspa Magdalena, Kalifornia Dolna, Meksyk[28].
- martirensis: Sierra de San Pedro Mártir, Kalifornia Dolna, Meksyk[28].
- melanotis: gr. μελας melas, μελανος melanos „czarny”; -ωτις -ōtis „-uchy”, od ους ous, ωτος ōtos „ucho”[28].
- merriami: dr. Clinton Hart Merriam (1855–1942), amerykański przyrodnik i lekarz[31].
- richardsonii: Sir John Richardson (1787–1865), szkocki chirurg okrętowy, zoolog, botanik, geograf, badacz Arktyki[32].
- sheldoni:  Henry „Harry” Hargrave Sheldon (1883–1977), amerykański przyrodnik terenowy i biolog[21].
- texianus: Teksas, Stany Zjednoczone[28].
- wallawalla: Hrabstwo Walla Walla, Waszyngton, Stany Zjednoczone[15].
- xanti: János Xántus znany również jako John Xántus i Louis de Vésey (1825–1894), węgierski poszukiwacz przygód, kolekcjoner ze Stanów Zjednoczonych i Meksyku[28].

## Morfologia
Długość ciała (bez ogona) 520–610 mm, długość ogona 75–101 mm, długość ucha 100–130 mm, długość tylnej stopy 113–135 mm; masa ciała 1,5–3,6 kg. Sierść latem szarobrązowa, zimą biała. Nazwę zawdzięcza dużym uszom. Poza tym ma długie przednie łapy, a tylne mocno umięśnione, co pomaga mu przy długich ucieczkach przed drapieżnikami.

### Tryb życia
Nocny tryb życia. Terytorialny, zajmując powierzchnię od 1–3 km². Spanikowany, w czasie ucieczki może oddawać susy do 6 m długości i uciekać z prędkością do 60 km/h. Żyje w stadach. Roślinożerca.

## Rozmnażanie
Pora godowa zaczyna się u zajęcy wielkouchych już wczesnym przedwiośniem, lecz w ciepłym klimacie może młode mieć cały rok.